# 3634 Iwan
3634 Iwan è un asteroide della fascia principale. Scoperto nel 1980, presenta un'orbita caratterizzata da un semiasse maggiore pari a 2,2453127 UA e da un'eccentricità di 0,0909818, inclinata di 4,30578° rispetto all'eclittica.
L'asteroide è dedicato all'astronomo britannico Iwan P. Williams.